# HD 189322
HD 189322，又名BD+00 4375，SAO 125310、HR 7636，是一颗恒星，视星等为6.17，位于銀經42.11，銀緯-14.42，其B1900.0坐标为赤經19h 54m 17.6s，赤緯+1° -14.42′ 15″。